# Bulbophyllum paululum
Bulbophyllum paululum là một loài phong lan thuộc chi Bulbophyllum.